# Syracuse Eagles
I Syracuse Eagles sono stati una squadra di hockey su ghiaccio dell'American Hockey League con sede nella città di Syracuse, nello stato di New York. Nati nel 1974 e sciolti nel 1975 sono stati affiliati alle franchigie dei Montreal Canadiens e dei St. Louis Blues.

## Storia
Nel corso della stagione 1974-75 la città di Syracuse lottò per dare sostegno a due diverse formazioni delle leghe minori di hockey. Infatti nel 1973 i Syracuse Blazers vinsero l'ultima edizione della Eastern Hockey League, lega che si sciolse quell'anno, trasferendosi poi nella nuova North American Hockey League che conquistarono per due volte nelle stagioni 1973-74 e 1976-77.
Tuttavia ad alcuni dei vecchi azionisti dei Blazers venne concessa la possibilità di fondare una nuova franchigia nella AHL dopo lo scioglimento dei Jacksonville Barons, dividendo così il pubblico cittadino. Nonostante la partecipazione a un campionato più competitivo gli Eagles fecero fatica a conquistare gli spettatori, portando così allo scioglimento della franchigia dopo una sola stagione.

### Affiliazioni
Nel corso della loro storia i Syracuse Eagles sono stati affiliati alle seguenti franchigie della National Hockey League:
- Montreal Canadiens: (1974-1975)
- St. Louis Blues: (1974-1975)

## Record stagione per stagione
| Syracuse Eagles |       |    |    |    |    |    |     |     |    |  |
| 1974-75         | South | 75 | 21 | 43 | 11 | 53 | 254 | 332 | 4° |  |

## Record della franchigia

### Carriera
Gol: 33  Dick Sarrazin
Assist: 40  Rick Foley
Punti: 70  Dick Sarrazin
Minuti di penalità: 306  Rick Foley
Partite giocate: 75  Dick Sarrazin